# 학습심리학
학습심리학(學習心理學)은 학습 활동에 따른 심리 현상에 대하여 연구하는 학문이다. 조건 반사에 의한 자극과 반응과의 연결을 중시하는 자극ㆍ반응 이론과, 통찰이나 의미의 이해를 강조하는 인지 이론의 두 계통이 있다. 한편 이러한 학습에대한 정의는 동물행동학 특히 생리심리학 및 진화심리학과도 관계깊다.

## 연구 배경
생리 학자였던 파블로프는 1900년대 초, 연합학습을 발견하면서 이에 대한 뇌 기제도 궁금해 하게 되었다. 그러나 당시에는 뇌를 살펴볼 수 있는 기술이 별로 발달하지 않아서 직접 손상시키는 식의 연구를 통해 실험을 했다. 그리고 최근에 와서 기술이 발달하면서 우리는 소뇌가 고전적 조건화의 학습에 중요한 영향을 미친다는 것을 알게 되어 이에 대한 활발한 연구가 시작됐다.

## 척추동물

#### 소뇌의 작용원리
고전적조건화에 있어서 소뇌의 역할은 1980년대 초, 리차드 톰슨(Richard Tompson)과 동료들의 발견에 의해서 증명되기 시작하였다. 고전적 조건화에서 핵심적인 소뇌의 작용원리는 다음과 같다.

#### CS 경로
CS 경로는 처음에 교핵이라 불리는 뇌간의 영역 중 하나로 투사한다. 교핵은 감각 자극을 담당하는 각각의 하위영역으로 구성되어 있다. 즉, 소리 CS는 교핵의 한 영역으로 투사하고 빛 CS는 다른 영역으로 투사한다. 이런 CS 정보는 태상섬유를 따라서 소뇌 심부핵으로 올라가는데, 이 때 두 방향으로 가지를 뻗는다. 한 가지는 소뇌심부핵에 있는 중간핵으로 들어가고, 다른 가지는 과립세포와 그 외 세포 등을 통해서 소뇌피질로 투사하여 평행섬유를 타고 퍼킨지세포의 가지돌기와 만나게 된다.

#### US 경로
눈에 가해진 공기분사 US는 하올리브의 뉴런을 활성화시키고, 중간핵을 활성화시킨다. 또한 하올리브는 등상섬유를 통해 소뇌피질로도 투사한다. 개개의 등상섬유는 퍼킨지 세포로 뻗어 올라가 세포를 감싸고 있다. 등상섬유는 퍼킨지세포에 매우 강력한 흥분성 활동을 일으킨다. 그리고 이 경로는 CS경로와 퍼킨지세포 그리고 중간핵에서 수렴하여 눈 깜빡임 CR의 단일 출력로가 된다.

#### 억제성 피드백 회로
억제성 피드백 회로는 중간핵에서 하올리브로 투사한다. 훈련이 잘 된 동물이 중간핵의 활동으로 CR을 생성하게 되면 소뇌피질로 US 정보를 보내는 하올리브를 억제하게 된다. 이는 하올리브의 활동이 실제 US에서 기대되는 US를 억제함으로써 뺀 값을 반영하게 됨을 의미한다.

## 소뇌 손상[3]
1980년대 초, 리차드 톰슨과 동료들은 소뇌의 일부분이 손상된 토끼는 영구적으로 고전적 조건화된 눈 깜빡임 반응을 새로 습득하지 못하고, 이전에 학습한 반응을 파악하지 못 한다는 것을 발견 하였다. 이러한 연구들을 통해 우리는 소뇌가 학습된 운동 반응을 포함한 운동통제에 중요한 역할을 한다는 것을 알게 되었다.
앞에서 보았듯이 소뇌는 조건화를 형성하는데 중요한 역할을 한다. 이러한 소뇌가 손상되었을 경우를 살펴보자. 소뇌의 중간핵은 CS와 US의 유일한 표출 경로인데, 중간핵이 손상된다면 우리는 영구적으로 조건 학습을 하지 못하게 될 것이다 반면, 퍼킨지세포를 포함한 소뇌 피질이 손상된다면 우리는 학습을 하는 것에 있어서 느린 학습을 보인다.
소뇌 손상이 보여주는 가장 명백한 현상은 정확한 조준과 타이밍이다. 특히 조건화에선 타이밍을 중요하게 보는데 우리가 조건 학습을 하게 될 때에 소뇌의 손상이 일어난다면 타이밍을 맞추지 못하여 리차드의 연구와 같이 학습에 대해 반응하지 못하는 현상이 발생하게 된다.

## 무척추동물 (군소)

#### 군소란?
군소는 비교적 얕은 바다에서 섭생하며 외골격인 겉껍질이 없는 달팽이이다.

#### 실험으로 군소를 사용하는 이유?
군소를 사용하는 가장 큰 요인은 신경회로망을 구성하는 거대 뉴런을 쉽게 찾아낸 후 거대뉴런의 생리학적, 분자적 특성을 연구하는 것이 가능하다는 것이다. 아울러 뉴런의 기능을 연구하는 데는 거대뉴런의 장점을 충분히 살릴 수가 있다. 따라서 전기 생리학적 실험 데이터를 보다 간편하게 얻을 수 있으며 뉴런으로의 유전자 도입뿐만이 아니라 단백질 미세주사, 단일 세포 등이 가능해진다.

#### 군소의 학습다양성[6]
연체동물에서 쉽게 볼 수 있는 수축 반사 행동이 군소의 아가미에서 연구되었다. 군소의 등쪽에는 아가미를 덮고 있는 막과 막에 연결되어 있는 호흡관 구조를 볼 수 있다. 군소의 호흡관 피부를 자극하면 감각 뉴런이 격발하고 이 뉴런은 글루타메이트를 시냅스로 방출한다. 글루타메이트 분자들은 운동뉴런 수용기를 활성화 시킨다. 충분히 많은 수용기가 활성화 되면 운동뉴런은 활동전위를 발생시켜 아가미의 근육이 수축하게 된다. 이것을 아가미 수축반사라 하고 이를 통해 습관화 ,민감화, 고전적 조건화를 살펴볼 수 있다.
습관화는 군소의 흡수관을 약하지만 반복적으로 건드릴 때 나타난다. 처음의 자극은 아가미 철회반응을 일으키지만 계속 이어지는 흡수관자극으로 일어나는 반응은 크기가 작아지는 현상이다. 이는 흡수관의 자극을 맡는 감각 뉴런의 축색에서 가용한 글루타메이트의 소낭수의 점진적 감소 때문이다, 또한 시냅스의 삭제에 의해서도 억제될 수 있다.
민감화는 세로토닌에 의해 유발된 글루타메이트의 증가에 의해 가용한 글루타메이트의 소낭 수를 증가시킨다. 이는 소낭으로부터 신경전달 물질을 방출하도록 한다. 신경전달물질의 증가에 의해 작은 자극에도 아가미 수축반응을 유발할 수 있다.
고전적 조건화는 흡수관터치(CS)가 꼬리에 충격을 가하는 것(US)과 반복적으로 연합될 때, 증가된 흡수관 철회반응(CR)은 후속의 흡수관 터치에 대한 반응으로 이어진다. 연합 훈련에 뒤따르는 흡수관 터치(CS)에 대한 증가된 흡수관 철회반응은 꼬리 충격을 단독으로 제시할 때 발생하는 일반화된 민감화 보다 꽤 크다. 더욱이 고전적 조건화된 흡수관 철회반응(CR)은 또한 흡수관 특정적이어서 다른 자극들에는 일반화 되지 않는다. 이때 US와 CS가 서로 다른 시간에 투여되면 이러한 기억 효과를 볼 수가 없고 흡수관 터치 CS가 US보다 1/2초 이전에 제시될 때만 조건화가 발생한다.

## 같이 보기
- 관찰학습
- 유의미학습이론(meaningful learning)
- 잠재학습이론

## 참고
- Sears, L. L., & Steinmetz, J. E. (1991). Dorsal accessory inferior olive activity diminishes during acquisition of the rabbit classically conditioned eyelid response. Brain Reserach, 545, p.114-122.
- Thompson, R. F. (1986). The neurobiology of learning and memory. Science, 233, p.941-947.
- 강봉균 (2001). 기억과 시냅스 가소성. 한국뇌학회지, Vol.1. No. 1, p. 13－24 .